# M87 (buco nero)
M87 è il buco nero centrale della galassia ellittica gigante Virgo A, la più grande galassia dell'universo "vicino", sita a 56 milioni di anni luce da noi, nell'Ammasso della Vergine. Si tratta di un buco nero supermassiccio, formatosi presumibilmente dalla fusione di diversi buchi neri.
Ha una massa pari a circa 6,6 miliardi di volte quella del Sole. In confronto, il buco nero nel centro della Via Lattea (la nostra galassia), misurando circa 4,1 milioni di masse solari, è 1600 volte meno massiccio.
Le stelle che ruotano intorno al buco nero M87 hanno una velocità di circa 500 chilometri al secondo, più del doppio rispetto ai 220 chilometri al secondo con cui il nostro Sole orbita intorno al buco nero che si trova al centro della nostra galassia.
Si calcola che l'"orizzonte degli eventi", e cioè la distanza entro la quale qualunque radiazione elettromagnetica viene risucchiata dal buco nero, si trovi ad oltre 20 miliardi di chilometri da esso (una distanza tripla rispetto all'orbita di Plutone). Si ritiene che l'enorme dimensione del buco nero impedisca la formazione di centinaia di milioni di nuove stelle.
Secondo recenti osservazioni ottenute dal telescopio spaziale Hubble, pare che il buco nero non si trovi al centro della galassia (come ci si aspetterebbe); la causa più probabile di questo spostamento potrebbe risiedere nella precedente fusione di buchi neri più vecchi.

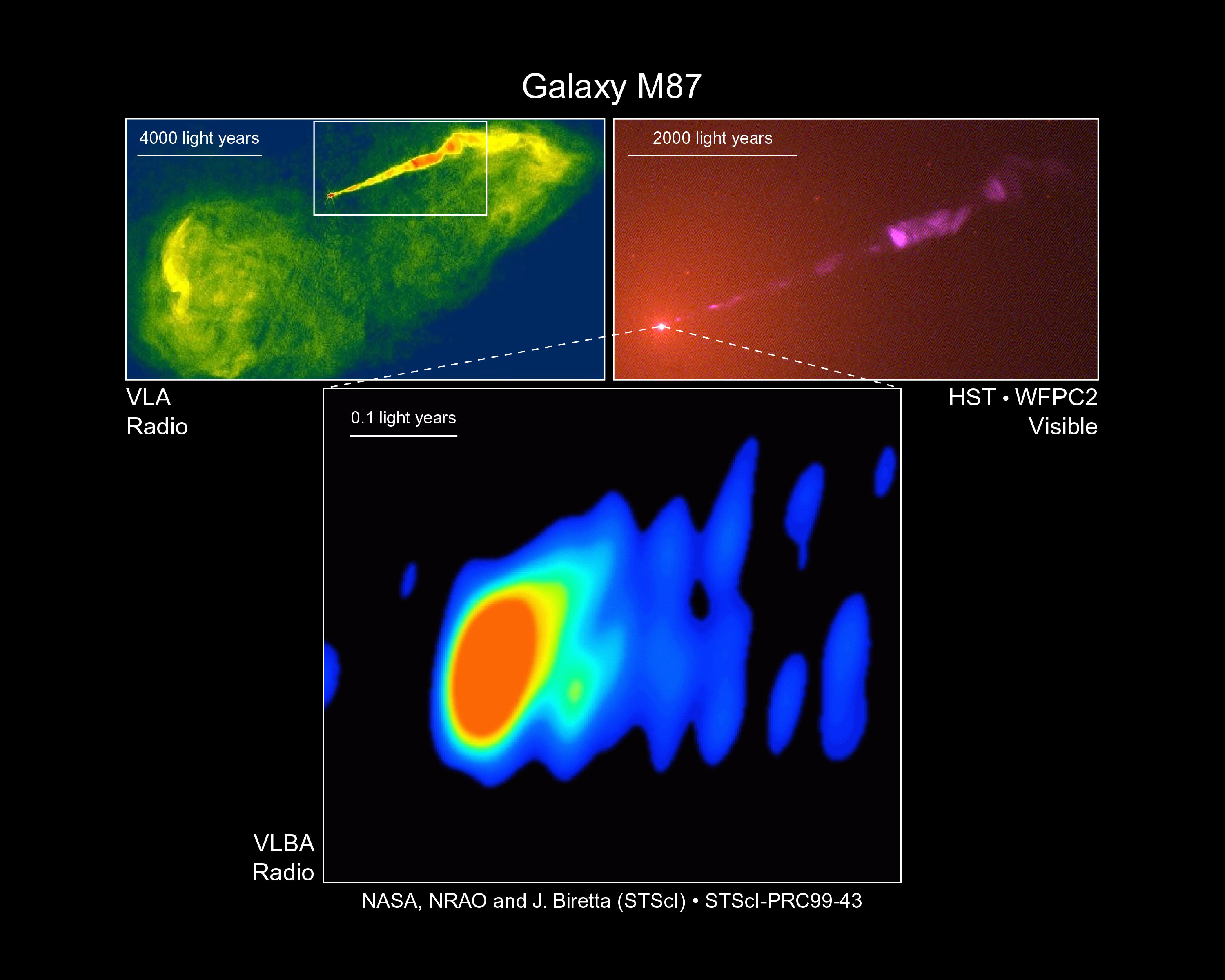
A sinistra e sotto due immagini radio del getto proveniente dal centro di M87. A destra un'immagine in luce visibile scattata dal telescopio spaziale Hubble.

Il 10 aprile 2019, è stata pubblicata l'immagine dell'ombra del buco nero supermassiccio, ottenuta dai dati raccolti dal progetto Event Horizon Telescope. Per realizzare la foto sono serviti più di 6000 TB di dati.